# Antonio Orgiazzi
Antonio Orgiazzi ou Giovanni Antonio Orgiazzi il Vecchio (né à Varallo Sesia le 4 juillet 1709, où il est mort le 17 mai 1788) est un peintre baroque rococo actif dans la Valsesia au XVIIIe siècle.

## Biographie
Antonio Orgiazzi est un peintre aux caractéristiques de style propres au Baroque tardif, et il est connu principalement pour être l'auteur de nombreuses fresques et peintures dans de nombreuses églises et édifices religieux de la Valsesia comme le Mont Sacré de Varallo, l'église San Giacomo à Varallo, l'église Santi Pietro e Paolo et Oratorio dell'Annunziata à Boccioleto.
En 1748 il a été chargé de décorer à fresque l'église paroissiale Santo Stefano à Piode.
Antonio Orgiazzi a subi l'influence du style rococo que l'on retrouve dans sa manière de peindre empreinte d'un chromatisme lumineux.

## Œuvres
- La Cène (1750), fresque, Mont Sacré de Varallo,
- Exaltation de la Croix, église paroissiale, Carpignano Sesia,
- Ébauche d'une étude pour l'église paroissiale de Vocca,
- Quinze ovales (fresques) avec des représentations de scènes des Mystères, église Santi Pietro e Paolo, Boccioleto.